# Ваиль Зуайтер
Ва́иль А́дель Зуа́йтер (араб. وائل زعيتر‎) — палестинский переводчик, литератор, интеллектуал и представитель Организации освобождения Палестины (ООП) в Риме. Был убит израильскими спецслужбами 16 октября 1972 года в Риме в ходе секретной операции «Гнев Божий», проведённой после теракта на мюнхенской Олимпиаде.

## Биография
Зуайтер родился в Наблусе 2 января 1934 года в Подмандатной Палестине. Он окончил факультет арабской литературы и философии в Багдадском университете. Потом Зуайтер переехал в Ливию, а затем в Рим, где представлял интересы ООП и одновременно работал переводчиком в посольстве Ливии в Италии. Зуайтер свободно владел французским, итальянским и английским языками. Проживая в Италии, Зуайтер занялся переводом «Тысячи и одной ночи» с арабского на итальянский, это было «работой его мечты», но не смог завершить работу. Зуайтер имел довольно широкие контакты со знаменитыми итальянскими писателями и интеллектуалами.
В понедельник 16 октября 1972 года Зуайтер покинул квартиру Джанет Венн-Браун, у которой он искал ссылки для написания статьи о «Тысяче и одной ночи», и затем вернулся в свой квартал. В подъезде дома возле лифта агенты «Моссада» расстреляли Зуайтера из пистолетов.
Организатор теракта Абу Дауд («Черный сентябрь») утверждает, что «ни один из убитых палестинцев не принимал участия в той операции». В качестве примера он приводит Ваиля Зуайтера, который, по его утверждению был: «…представителем ООП в Риме. Философом, ученым, говорил на пяти языках, был другом Моравиа, никогда не держал в руках оружия». Однако, согласно ряду источников, Зуайтер был одним из организаторов теракта и членом террористической организации «Черный сентябрь», участвовавшим в подготовке основных её европейских операций, и что именно «он снабдил банду убийц оружием и позаботился о том, чтобы они, не вызвав ни у кого подозрений, пробрались в олимпийскую деревню в Мюнхене…».
Согласно версии художницы Эмили Ясир, американки палестинского происхождения, участие Зуайтера в событиях, связанных с терактом, не было до конца установлено. Однако в список целей для уничтожения, согласно поручению Голды Меир, вносились не только непосредственно вовлеченные в теракт в Мюнхене и члены «Черного сентября», но также и «засекреченные резиденты террористических группировок».

## В массовой культуре
- «Мюнхен» / «Munich» (Франция, Канада, США; 2005) режиссёр Стивен Спилберг, в роли Ваиля Зуайтера — Макрам Хури.
- «Меч Гидеона» / «Sword of Gideon», 1986, реж. Майкл Андерсон, в роли Зуайтера — Хрант Альянак.
- На Венецианской биеннале в 2007 году Эмили Ясир представила художественно-документальную инсталляцию под названием «Материалы к фильму», в которой рассказала историю Зуайтера, представив его жертвой политического насилия. В инсталляции использовались витрины, видеоэкраны, звукоусилители, документы, тексты и фотографии. В эстетическом плане работа Эмили вызвала положительные отзывы, и художница получила «Золотого льва». В политическом же смысле она вызвала неоднозначные мнения, некоторые усмотрели в ней «неприкрытую пропаганду», романтизирующую возможного организатора теракта[8][9].